# George Springer
George Chelston Springer (New Britain, Connecticut, 19 de septiembre de 1989), más conocido como George Springer, es un jugador profesional estadounidense de béisbol que se desempeña en la posición de jardinero derecho en Toronto Blue Jays, equipo de las Grandes Ligas de Béisbol (MLB). Logró obtener dos Bates de Plata.

## Carrera
Springer jugó como profesional siete temporadas en Houston Astros (2014-2020), después pasó a Toronto Blue Jays, donde lleva jugando cuatro temporadas.

## Premios
Fue galardonado con el Bate de Plata en dos oportunidades (2017 y 2019).